# Jan de Beer

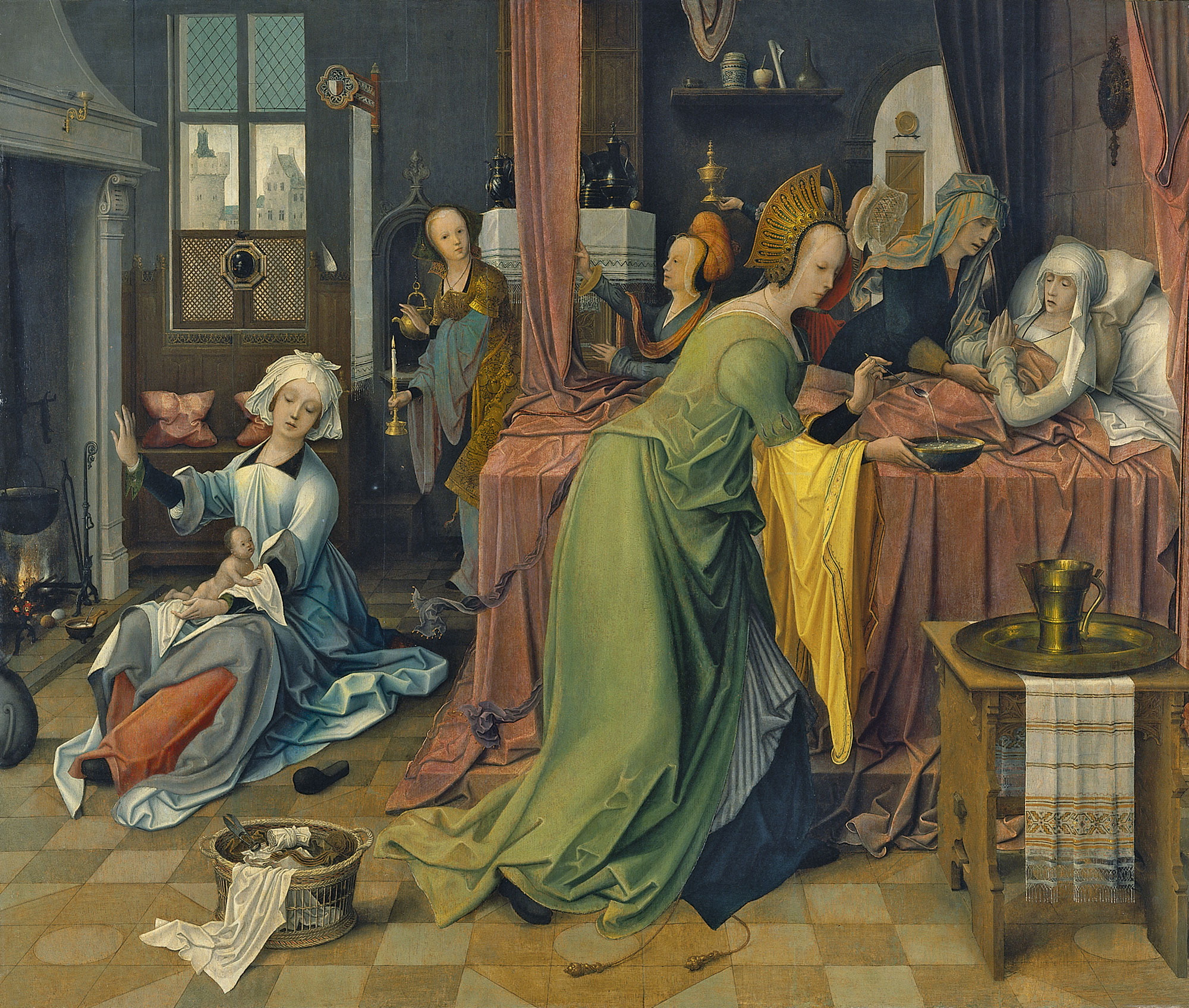
El nacimiento de la Virgen, hacia 1520, óleo sobre tabla, 112 x 131 cm, Madrid, Museo Thyssen-Bornemisza.

Jan de Beer (h. 1475 – h. 1528) fue un pintor flamenco.

## Biografía
Nacido probablemente en Amberes donde en 1490 aparece registrado en el gremio de San Lucas como aprendiz de Gillis van Everen. Ya como maestro independiente figuró inscrito en el gremio de 1504 a 1519, año a partir del cual no se tienen noticias. En 1515 fue elegido decano de la guilda (gremio de San Lucas) y participó en las decoraciones festivas para la Entrada de Carlos V en la ciudad. Se le conocen también algunos aprendices, incluido su hijo, Aert de Beer y, según Dominicus Lampsonius, Lambert Lombard.
Con su firma, Jan Henneken de Beer, se conoce tan sólo un dibujo, Cuatro cabezas de hombre del British Museum de Londres, a partir del que se le han atribuido poco más de una veintena de obras agrupadas anteriormente a nombre del Maestro de la Adoración de los Magos. En el Museo Thyssen-Bornemisza de Madrid se conservan dos de ellas, El nacimiento de la Virgen y La Anunciación, partes quizá de un políptico, inscritas en lo que se ha llamado manierismo de Amberes, que en el caso de Jan de Beer se caracteriza por el detallismo, la pervivencia de las tradiciones estilísticas de Robert Campin o Jan van Eyck y la convivencia en lo decorativo de elementos góticos y renacentistas tratados de forma imaginativa.